# Feinte (sport)
Pour les articles homonymes, voir Feinte.
Une feinte en sport c’est faire un simulacre d’une action offensive ou défensive destiné à tirer parti d’une réaction ou d’une absence de réaction adverse.

## Définition
Dans le Petit Larousse (édition 2005) on trouve à « feinte » : « n.f. 1. Action de feindre ; dissimulation. 2.  Manœuvre, geste, coup destiné à tromper l‘adversaire. 3. Ruse, attrape ».
En sport d’opposition, on décrira la feinte comme un mouvement offensif, semblable à une attaque. Elle est destinée à déjouer les gestes de défense de l’adversaire afin de créer des opportunités offensives (sorte d’invitation à défendre). Ex. : en escrime, il pourrait être question de fixer une première cible pour créer une ouverture sur une autre cible.
Ce simulacre d’action offensive (ou « fausse-attaque ») permet de tirer parti d’une réaction adverse pour placer une attaque différée. C’est donc une « fausse information » donnée à l’adversaire dans le but de le tromper (ruse) ou de le surprendre par une action offensive en réponse à sa réaction.

## Illustration enboxe
On trouve deux catégories de feinte :
- La « feinte programmée » : Ce comportement consiste à mimer une première attaque (coup en boxe) afin d’atteindre au second coup une cible censée s’être découverte. C’est donc un ensemble de deux coups indissociables et rapidement réalisable. Dans ce procédé le « feinteur » s’attend à ce que l’adversaire réagisse comme prévu contrairement à la seconde catégorie (ci-dessous). Dans certaines écoles de boxe, on apprend différents types de feinte standard (Ex. : le « un-deux »).
- La « feinte adaptative » : Dans ce second procédé, après avoir mimé le premier coup, le feinteur guette l’ouverture sans savoir au préalable où elle se produira. Certains athlètes construisent leur boxe sur cette façon d’agir, on dit d’eux que ce sont des opportunistes.

Il existe différentes formes de feintes : feinte de corps, de déplacement, de coup, de cible, etc. Voir également : « provocation » et « tromperie ».
Exemple de feinte en boxe pieds-poings: 
1.  ⇒  2. 
1. (A)  porte une fausse-attaque en crochet à la face pour faire réagir son adversaire en retrait de buste (simulacre)…
2. …et enchaîne en coup de coude du même bras lors du retour du buste de l’opposant

## Sources
- Blanchet, G., Boxe et sports de combat en éducation physique, Ed. Chiron, Paris, 1947
- Dempsey, J., Championship fighting, Ed. Jack Cuddy, 1950
- Lerda, L., Casteyre, J.C., Sachons boxer, Ed. Vigot, Paris, 1944
- Petit, M., Boxe, Paris, Ed. Amphora, Paris, 1972